# Richfield (Nowy Jork)
Richfield – miasto w Stanach Zjednoczonych, w stanie Nowy Jork, w hrabstwie Elmore.